# Burkhard Kümmerer
Burkhard Kümmerer (* 9. April 1953 in Tübingen) ist ein deutscher Mathematiker und Hochschullehrer.

## Leben und Wirken
Burkhard Kümmerer, ein Sohn des Tübinger Orientalisten und Bibliothekars Emil Kümmerer, legte 1972 am Uhland-Gymnasium Tübingen seine Reifeprüfung ab. Bereits während seiner Schulzeit nahm er am Bundeswettbewerb Mathematik teil und gewann einen ersten Preis auf Bundesebene. Als Stipendiat der Studienstiftung des Deutschen Volkes (1972 bis 1978) begann er im Wintersemester 1972/73 an der Eberhard Karls Universität Tübingen das Studium der Physik, im Sommersemester 1973 das Fach Mathematik als zweites Studienfach. 1978 absolvierte er die Prüfung als Diplom-Mathematiker, 1979 die Prüfung zum Diplom-Physiker. Seit 1978 war Kümmerer als wissenschaftlicher Angestellter am Mathematischen Institut der Universität Tübingen tätig und promovierte dort 1982 bei Rainer Nagel. 1987 habilitierte er sich an dieser Universität. Es folgten Lehr- und Forschungstätigkeiten an mehreren deutschen und ausländischen Institutionen. 1997 wurde er außerordentlicher Professor an der Universität Stuttgart, 2002 folgte er einem Ruf auf einen Lehrstuhl an der TU Darmstadt und ist dort seither Professor für Mathematik mit Schwerpunkten in der Mathematischen Physik, der Didaktik der Mathematik und in der Lehrerausbildung. 2012/2013 war er Dekan des Fachbereichs.
Kümmerers Forschungsbeiträge liegen größtenteils im Bereich der Mathematischen Physik und der Quantenwahrscheinlichkeitstheorie, insbesondere mit Beiträgen zur Struktur von Quanten-Markow-Prozessen, zur nicht-kommutativen Ergodentheorie, zum Quantenrauschen und operatoralgebraischen Techniken für Anwendungen in der Quanten-Streutheorie und Quanteninformationstheorie.
Kümmerer hat in Tübingen, Stuttgart und Darmstadt über 15 Doktorarbeiten betreut. Zu seinen ehemaligen Doktoranden gehören unter anderem die heutigen Mathematik-Professoren Moritz Epple, Rolf Gohm (Aberystwyth University), Claus Köstler (University College Cork) und Juri Hinz (University of Technology Sydney).
Kümmerer wurde mehrfach für seine Lehrleistungen ausgezeichnet (1993 „Landeslehrpreis des Landes Baden-Württemberg“ für die Vorlesung Mathematik für Physiker (erstmalige Verleihung des Preises), zusammen mit den Tübinger Mathematikprofessoren Manfred Wolff, Helmut Kaul und Helmut Fischer; 1999 Preis „Dozent des Semesters“ der Fachschaft Physik der Universität Stuttgart für die beste Grundvorlesung; 2012 „Athene Preis für Gute Lehre“ des Fachbereichs Mathematik der TU Darmstadt).
Er engagierte sich auch für die Kommunikation der Mathematik in die Gesellschaft, z. B. als Studiogast in einer Langen Nacht der Mathematik des Deutschlandfunks, mit einer Monographie über mathematisches Schreiben und einer Reihe von Artikeln als Handreichungen zur Entscheidung für das Studium der Mathematik.

## Schriften
- A non-commutative individual ergodic theorem. In: Inventiones mathematicae, Bd. 46 (1978), H. 2, S. 139–145.
- A dilation theory for completely positive operators on W*-algebras. Dissertation Universität Tübingen 1982.
- Quantum Markov Processes and Applications in Physics. In: Michael Schüermann (Hrsg.): Quantum independent increment processes. Bd. 2 (= Lecture notes in mathematics, Bd. 1866). Springer, Berlin 2006, S. 259–328, ISBN 3-540-24407-7.
- Wie man mathematisch schreibt. Sprache – Stil – Formeln. Springer Spektrum, Wiesbaden 2016, ISBN 3-658-01575-6.
- Dem Bauplan Gottes auf der Spur. Mit dem Lindauer Bücherschatz auf Zeitreise zu Johannes Kepler Kulturamt Lindau, Ehemals Reichsstädtische Bibliothek/Bibliotheksmuseum, Lindau 2016, ISBN 978-3-00-053385-3.
- (Mithrsg. u. Mitautor): Himmelwärts. 450 Jahre Johannes Kepler Kepler-Gesellschaft e.V. u. a., Weil der Stadt 2022, ISBN 978-3-00070993-7.
- Hilfe, ich studiere Mathematik. Ein Begleiter und Ratgeber für das Mathematikstudium. Springer Spektrum, Wiesbaden 2025, ISBN 978-3-8348-1627-6 (im Druck).

Außerdem weitere Veröffentlichungen in Fachzeitschriften, Preprints etc.